# Sveriges herrlandslag i beachvolleyboll
Sveriges herrlandslag i beachvolleyboll består av David Åhman, Jonatan Hellvig och Jacob Hölting Nilsson. Åhman och Hellvig brukar spela tillsammans och har nått stora internationella framgångar med bland annat seger i EM och i de juniormästerskap de ställt upp i. Hölting Nilsson vann U22-EM 2022 tillsammans med Åhman. Spelarna tränas av Rasmus Jonsson och Anders Kristiansson.